# اتحاد أوزبكستان لكرة القدم
تأسس الاتحاد الأوزبكي لكرة القدم في عام 1946م وانضم إلى الاتحاد الدولي لكرة القدم في 1994م وانضم إلى الاتحاد الآسيوي لكرة القدم في 1994م.